# 长春市中心医院
长春市中心医院 (英語：Changchun Central Hospital)，是一所集医疗、科研、教学、预防、保健、康复为一体的大型综合三级甲等医院，位于中华人民共和国吉林省长春市南关区人民大街1810号，建筑面积1700平方米，床位882张，职工1461人。